# Froukje Giltay
Froukje Giltay (Den Haag, 15 mei 1927) is een Nederlands musicienne en dichteres.
Ze werd geboren in een muzikale familie. Haar vader, belastinginspecteur en later psychoanalyticus, Hendrik Giltay (moeder is Franciska Tjallingii) zou vlak na haar geboorte muziek van Ludwig van Beethoven voor haar gespeeld hebben.
Haar muziekopleiding begon op zesjarige leeftijd op piano en viool. Ze mocht voorspelen bij Carl Flesch, die haar aanraadde verder te studeren. Ze trok naar het Koninklijk Conservatorium (Den Haag) met docent Joachim Röntgen. Na haar opleiding trad ze bijvoorbeeld op met pianist Paul Kurpershoek. Met hem was ze verantwoordelijk voor de Nederlandse première van de eerste vioolsonate van Béla Bartók, wiens zoon Peter ze ook heeft ontmoet. Ook ander modern repertoire kwam aan bod, zoals werk van Elbert Vermaak en Hans Kox. Ze was enige tijd lerares viool een de Muziekschool der Maatschappij tot Bevordering der Toonkunst in Leiden. Ze vormde een onderdeel van het Röntgen Strijkkwartet (violisten Joachim Röntgen en Froukje Giltay, altviolist Jaap van der Mey en cellist Henk Sekreve) en het Tonica pianotrio (vanaf 1980: viool Froukje Giltay, cellist Leny-Ann Benjamins en pianist Frank Mulder). Röntgen en Giltay waren daarbij bovendien afkomstig uit het Haags Museum-Kamerorkest van dirigent Dirk Jacobus Balfoort. In 1971 verdween ze van de podia, om pas weer veel later terug te komen. In 2008 presenteerde ze het radioprogramma Een goede morgen met, ze had aan de redactie aangegeven dat ze ontevreden was over de toenmalige presentatie. In 2012 verscheen bij Uitgeverij Kontrast van haar de dichtbundel Grondtonen. Gedichten daaruit en ook nieuwere droeg ze vervolgens zelf voor onder begeleiding van Reynout Maartense achter de piano. Die optredens zetten zich ook in 2018 voort. Ze schreef ook een In memoriam Vasalis, voor de dichteres en psychiater Vasalis, die haar aanspoorde te dichten en waarmee ze wel vergeleken werd.
Ze was enige tijd getrouwd met fluitist en componist Jaap Geraedts. Hij schreef voor haar een variatie voor viool solo getiteld Die nagtegael die sanc een liet. Ze scheidde later en hertrouwde met Han Burgemeister. Ze verblijft al een aantal jaren in het Rosa Spier Huis, van waaruit ze ook pianoles volgde bij Maartense en piano studeerde.
Froukje Giltay is de vijfde-achternicht van componist en violist Berend Giltay en diens broer, kunstschilder Frits Giltay.
- International Standard Name Identifier: 0000 0003 9499 5207
- Nederlandse Thesaurus van Auteursnamen: 343398559
- Virtual International Authority File: 289633733
- WorldCat: E39PBJycMVxgqQHQtcXHGkvT73